# Perfect Crime (album)
Perfect Crime è il secondo album in studio della cantante giapponese Mai Kuraki, pubblicato nel 2001.

## Tracce
1. Perfect Crime – 4:37
2. Start in My Life – 5:08
3. Reach for the Sky – 4:48
4. Brand New Day – 3:47
5. Stand Up – 4:38
6. Come On! Come On! – 4:10
7. Always – 4:09
8. What Are You Waiting For – 5:04
9. Think About – 4:44
10. Tsumetai Umi – 4:42
11. Reach for the Sky (Gomi Remix: Radio Edit) – 4:12
12. Itsuka wa Ano Sora ni (いつかは あの空に) – 4:32
13. The Rose ~Melody in the Sky~ – 2:00